# 이현고등학교
이현고등학교(利賢高等學校)는 대한민국 경기도 이천시 갈산동에 있는 공립 고등학교이다.

## 학교 연혁
- 2011년 3월 1일 : 초대 이일화 교장 취임
- 2011년 3월 3일 : 제1회 입학생 (9학급 325명 남 109명, 여 216명)
- 2014년 2월 6일 : 제1회 졸업식 (9학급 319명 남 106명, 여 213명)
- 2022년 9월 1일 : 제5대 안성기 교장 취임
- 2023년 2월 8일 : 제10회 졸업식 졸업생 수 266명
- 2023년 3월 2일 : 제13회 입학식 신입생 수 284명

## 갤러리

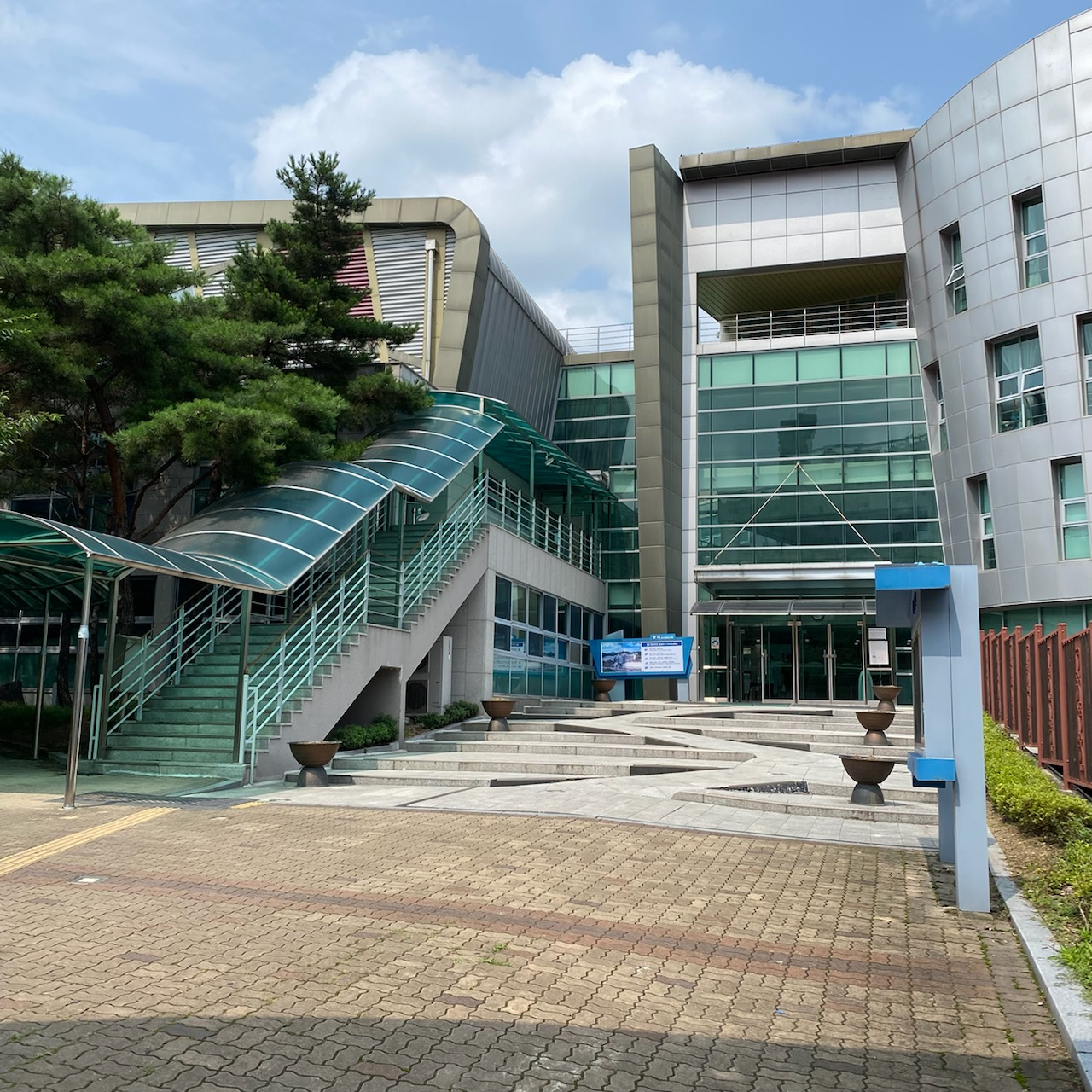
이현고등학교 외관
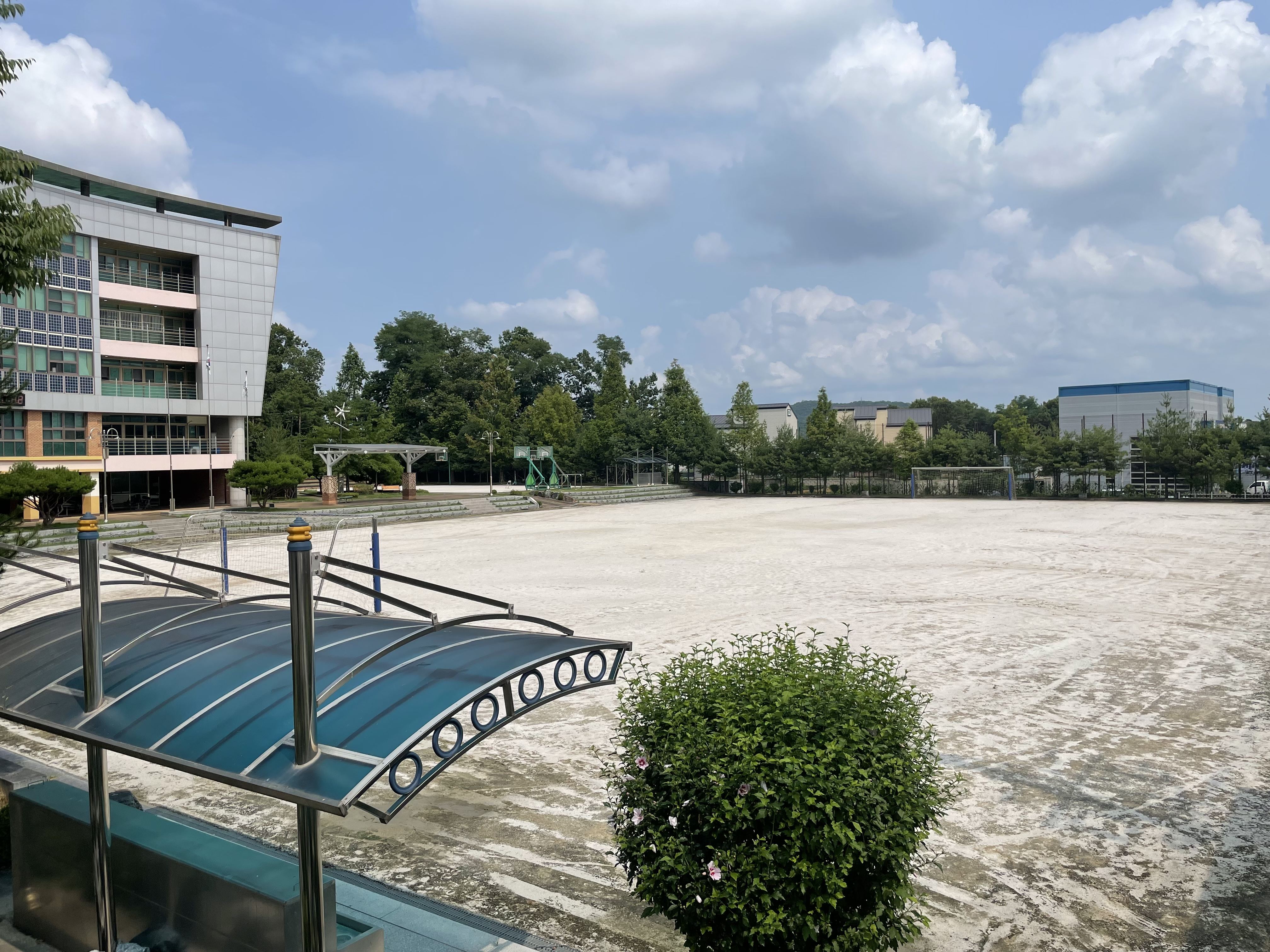
이현고등학교 운동장
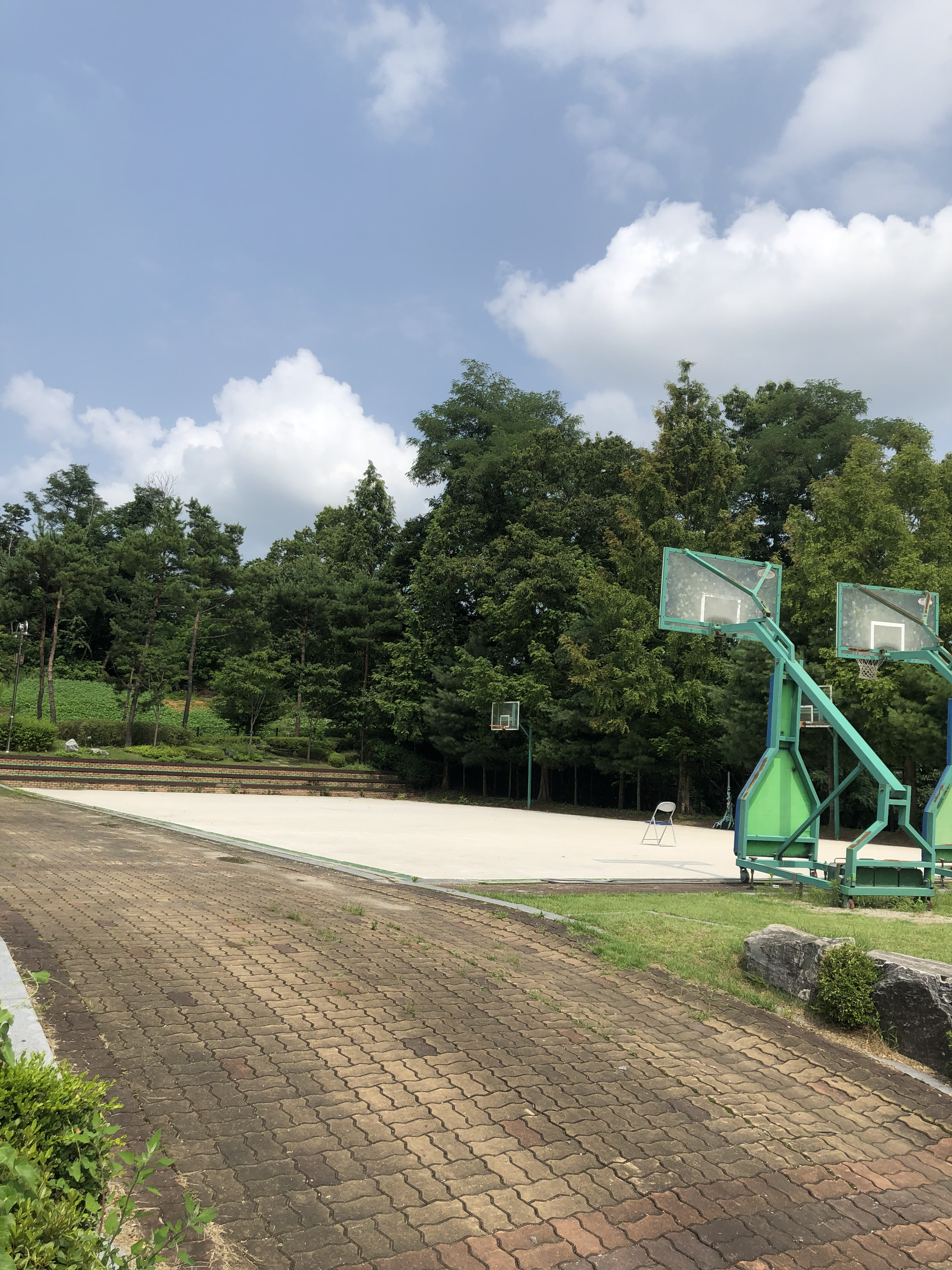
이현고등학교 농구장
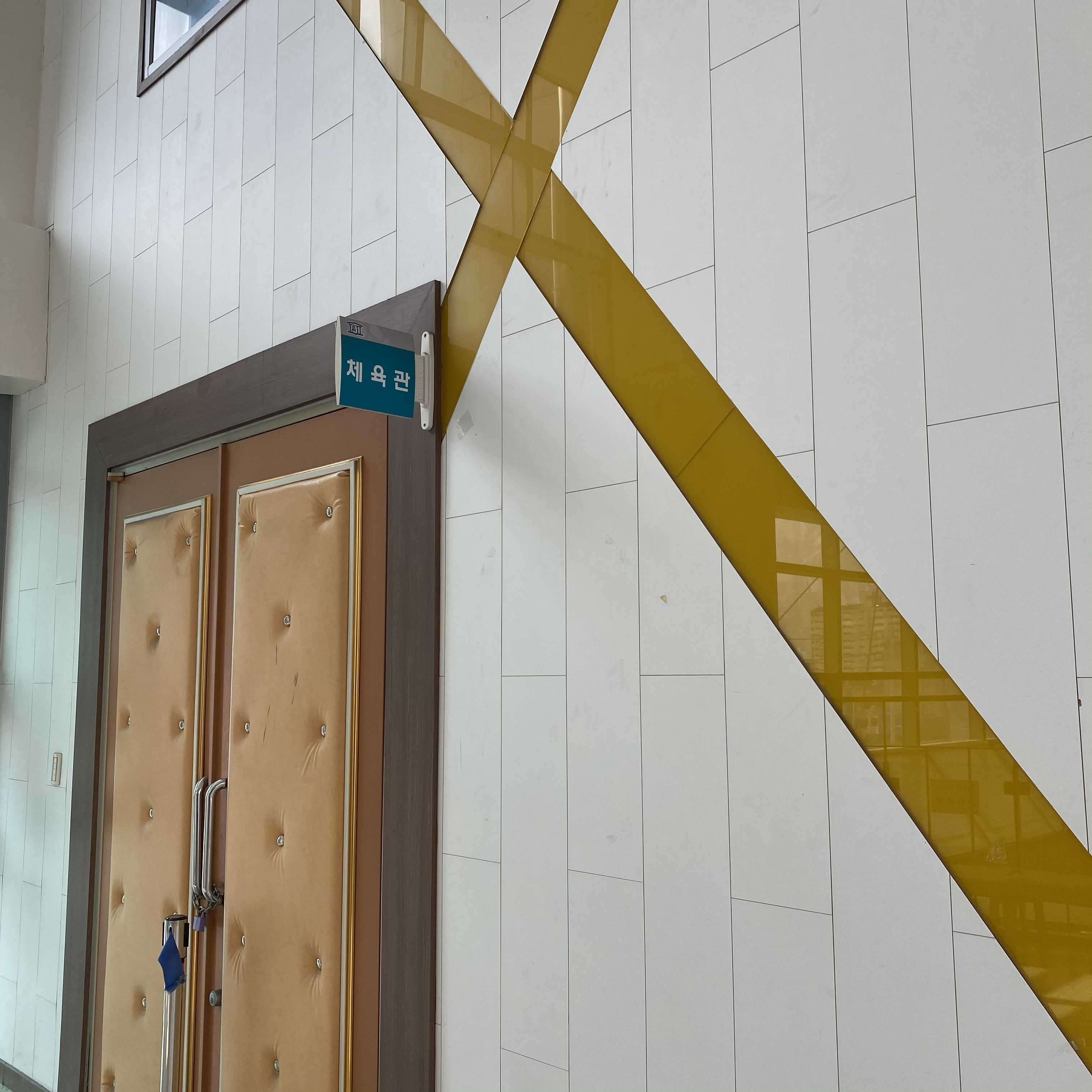
이현고 체육관
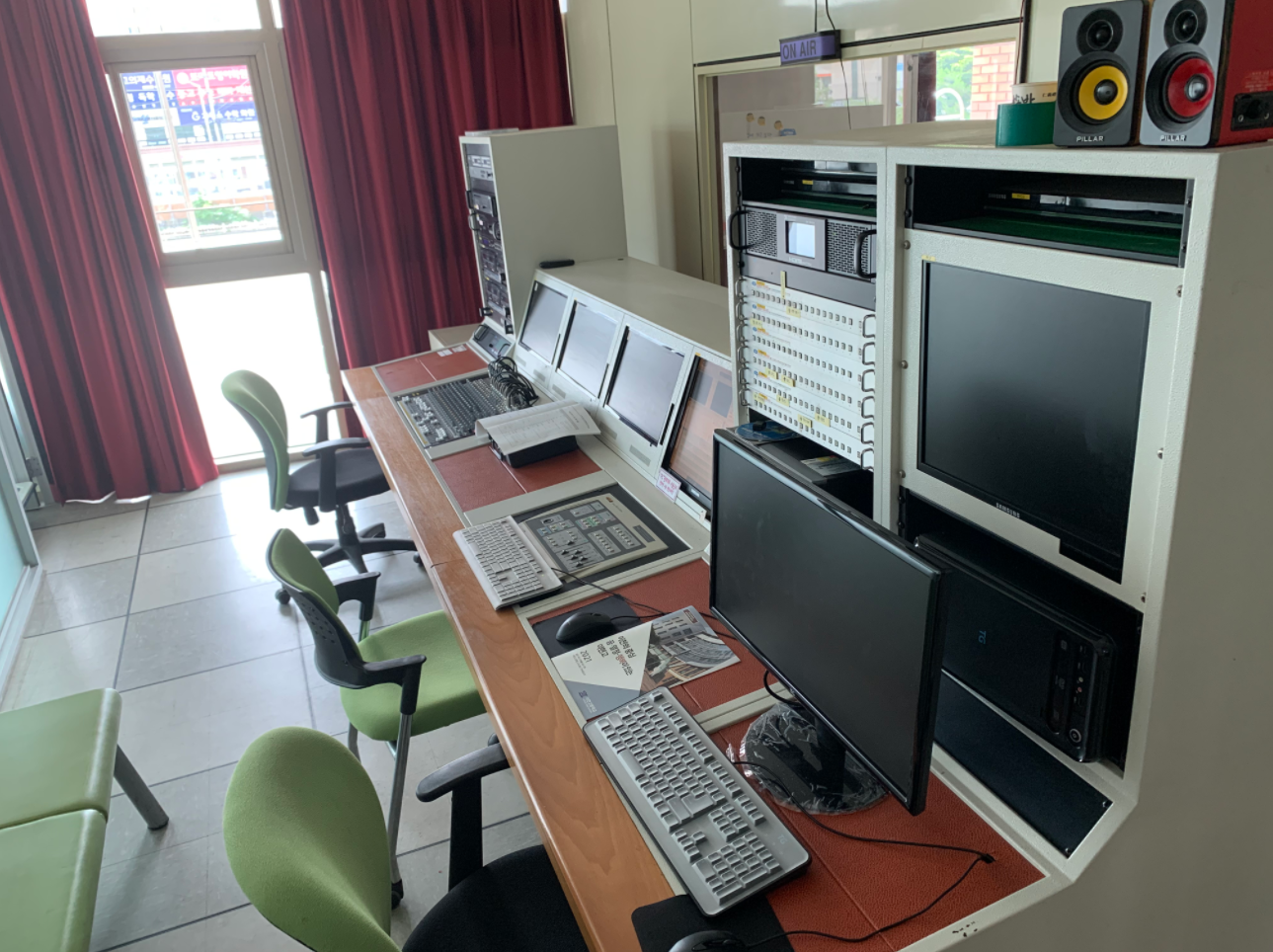
이현고등학교 방송부
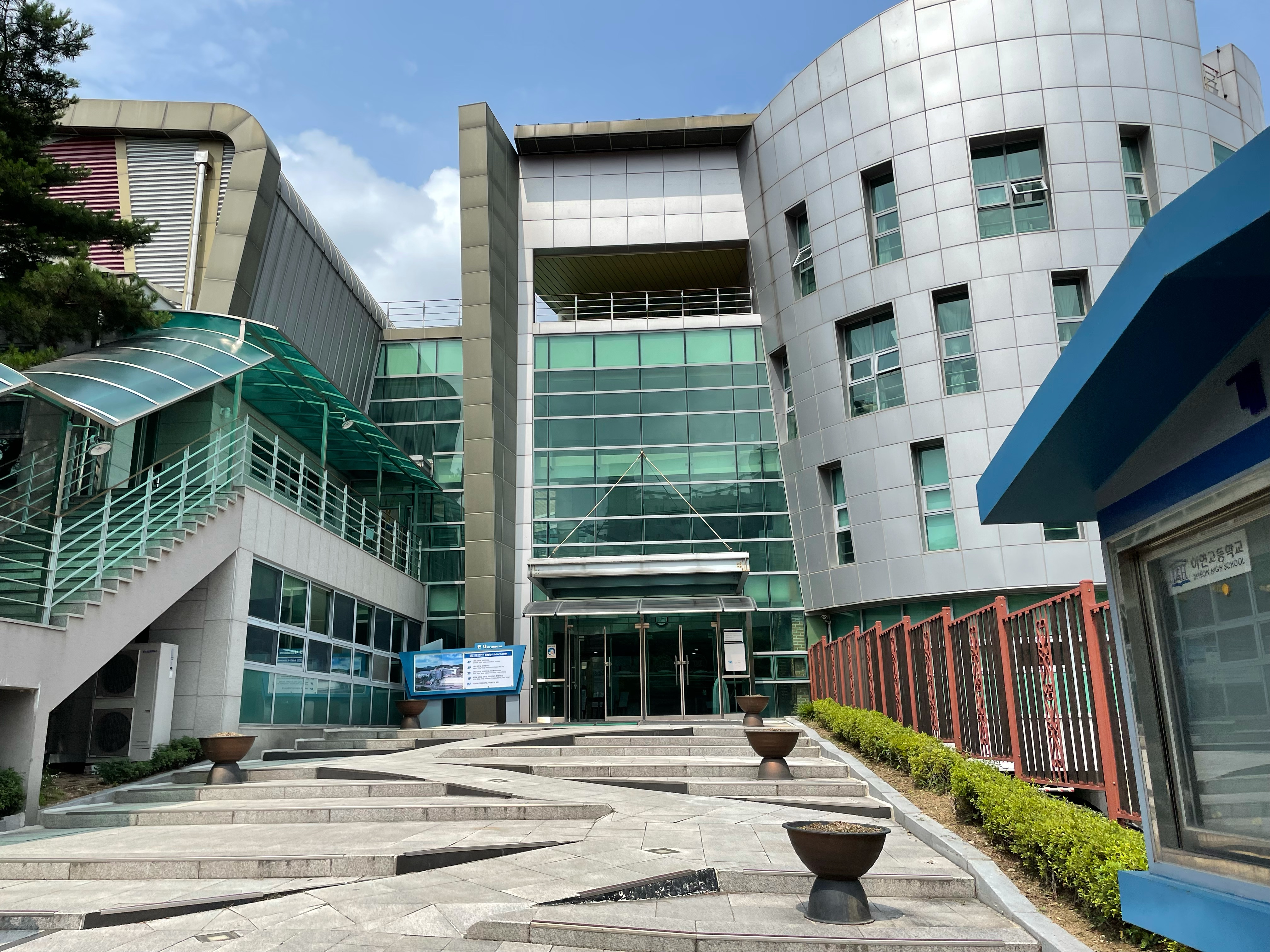
이현고등학교 정면
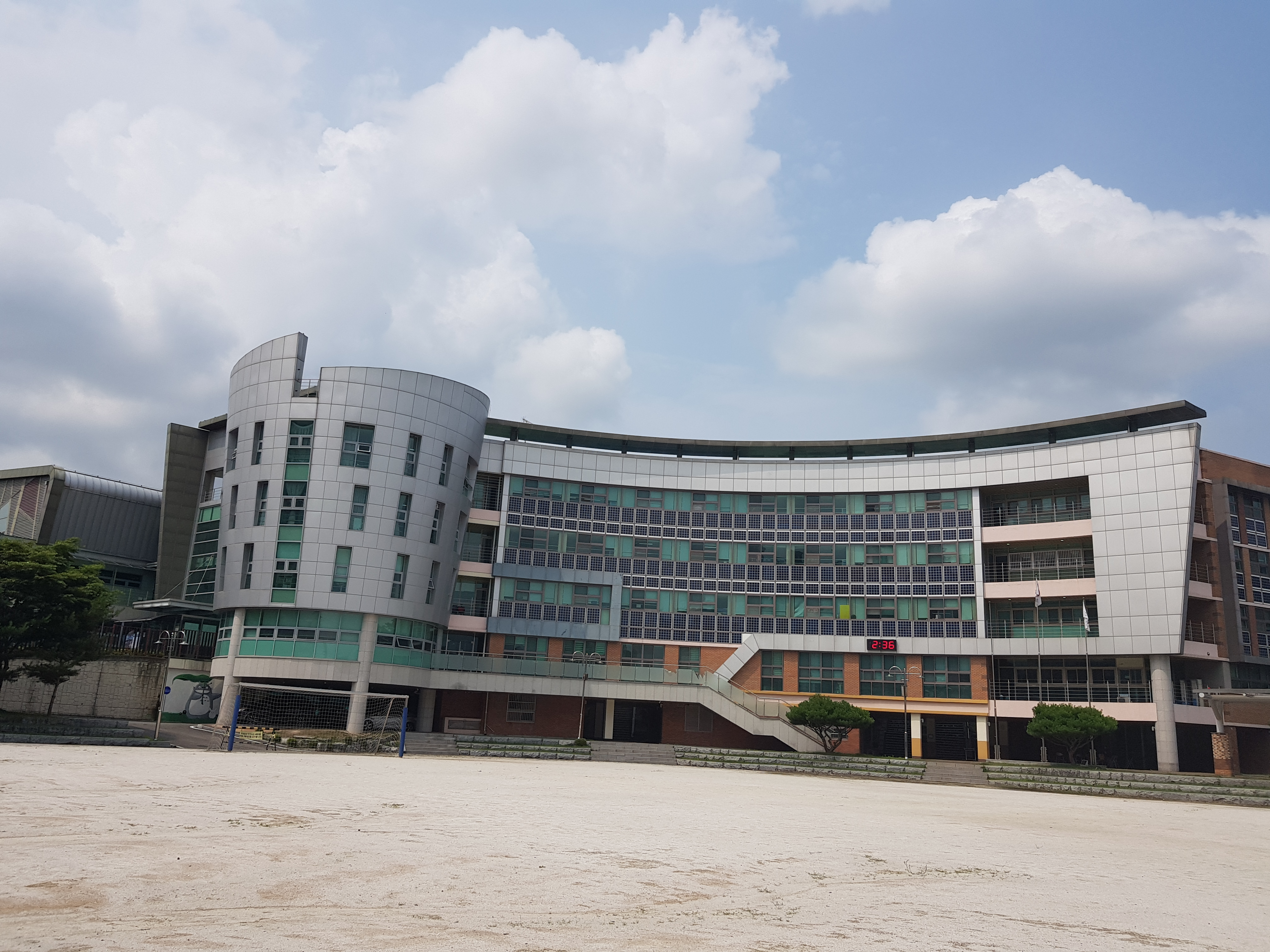
이현고등학교 건물
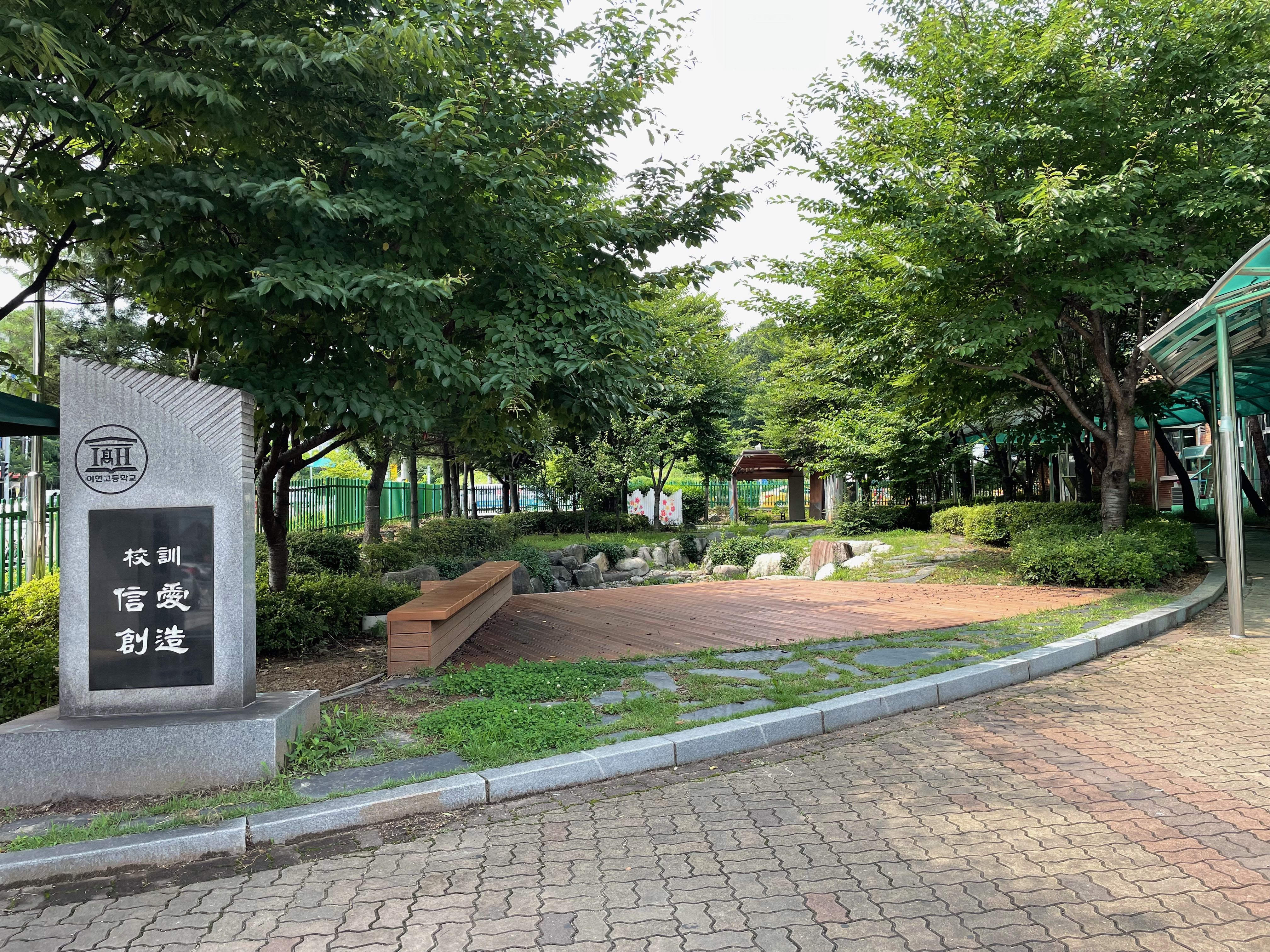
이현고등학교 무대

## 참고 자료
- 이현고등학교 - 한국교육학술정보원 학교알리미